# Bulbophyllum picturatum
Bulbophyllum picturatum é uma espécie de orquídea (família Orchidaceae) pertencente ao gênero Bulbophyllum. Foi descrita por Conrad Loddiges e Heinrich Gustav Reichenbach em 1861.